# Френкель Олександр
Олександр Френкель (4 березня 1985, Кіровоград) — німецький боксер-професіонал українського єврейського походження, чемпіон Європи (ЄБС, 2010) у першій важкій вазі.
В Німеччині живе з 1991 року.
В любительському боксі провів 60 боїв з яких 55 виграв.
У професійному боксі дебютував 23 вересня 2006 року в бою з Антоном Ласцеком.
17 травня 2008, нокаутувавши у першому раунді Корі Фелпса, став чемпіоном юніорів за версією IBF у першій важкій вазі.
18 вересня 2010 у Бірмінгемі переміг у 7-му раунді нокаутом колишнього чемпіона світу по версії WBO та діючого на той час чемпіона Європи Енцо Маккарінеллі і виграв титул чемпіона Європи у першій важкій вазі.